# ハルツーム大学
ハルツーム大学（アラビア語: جامعة الخرطوم, U of K）は、スーダンのハルツームにある公立・共学の大学。
1902年にゴードン記念カレッジ (Gordon Memorial College) が開かれ、1956年のスーダン独立とともに大学が設立された。 スーダン国内で最も歴史的に高名な大学である。
菌腫研究所 (Mycetoma Research Center) 、ソバ大学病院 (Soba University Hospital)、サアド・アブアリラ病院 (Saad Abualila Hospital)、サルマ博士透析センター (Dr. Salma Dialysis centre)、大学出版局 (U of K publishing house) などの施設がある。

## 歴史
イギリス植民地化後の1898年、イギリス軍人ホレイショ・キッチナーはスーダン遠征で戦死したチャールズ・ゴードンを記念して学校を作る事を申し入れる。ゴードン記念カレッジ は1902年、初等教育のみの学校として設立された。
- 1905年、薬学起業家、考古学者ヘンリー・ウェルカムの寄付により最初の細菌分析研究所が建てられた。
- 1924年、シャリーア（イスラム法）、工学、教育（教員養成）、事務職、会計、科学のプログラムが作られ、スーダン最初の医学校キッチナー医学校 (Kitchener School of Medicine) が開かれた。
- 1936年、法学部設立、1937年、ロンドン大学と提携
- 1951年、国内の反植民地運動と共に、大学はハルツーム大学カレッジに改名
- 1956年、スーダンが独立し新政府が大学の地位を認める法案を可決。1956年7月24日、正式にハルツーム大学に改名。

## 学生
- 学生数：16,800人（23学部、学校、大学院研究施設など）
- 年間入学者数は3,500人で55％は女性。
- 大学院生6000人（ディプロマ、科学修士、博士）
- 教職員850人、研究員20人、教育助手500人

## キャンパス
4キャンパス:
- 中央キャンパス - 中央ハルツーム
- 医学キャンパス - 中央ハルツーム南部
- 農学・獣医学キャンパス -  アル・ハルツーム・バフリ、シャンバト
- 教育学キャンパス - オムドゥルマン 、中央キャンパスから15Km の距離

## 入学
学部への入学許可はスーダン高等教育委員会 (Board of Higher Education of Sudan) によって、国内、国外の学生などの必要条件、高校の成績を元に管理される。

## 学生活動
- ワークショップ、レクチャー、ディベート、読書クラブ、政治クラブ、など
- 大学スポーツ大会、スーダン大学トーナメントなどのスポーツ競技は熱心に行われている